# Shirleys Bay
Shirleys Bay är en vik i Kanada.   Den ligger i provinsen Ontario, i den sydöstra delen av landet, 16 km väster om huvudstaden Ottawa.
Runt Shirleys Bay är det tätbefolkat, med 570 invånare per kvadratkilometer.